# Roc Lancrenaz
Le roc Lancrenaz est une montagne de France située en Haute-Savoie, au-dessus du lac d'Annecy.

## Géographie

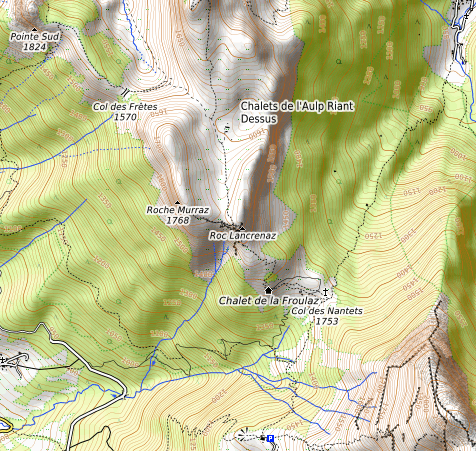
Carte topographique.

Le sommet se trouve au sud-est d'Annecy, à l'est de son lac, au sud-ouest de Thônes et au nord-ouest de la Tournette. À ses pieds se trouvent le hameau d'Angon et le village de Talloires à l'ouest et le hameau de Montremont au nord-est. Le sommet culminant à 1 681 mètres d'altitude constitue l'extrémité méridionale d'une falaise orientée nord-sud, sommet d'un crêt de calcaire urgonien marquant, avec l'arête Couturier située au nord, le rebord oriental d'un synclinal perché. Par symétrie, le rebord occidental de ce synclinal est formé par le Lanfonnet et les Grandes Lanches, entre les deux s'étendant l'aulp de Riant et le vallon du Lindion ; plus à l'ouest, les dents de Lanfon constituent une butte-témoin de ce plissement. D'un point de vue administratif, le roc Lancrenaz marque le tripoint entre les territoires communaux de Thônes à l'est, Alex au nord-ouest et Talloires-Montmin au sud-ouest.
Le sentier de randonnée emprunté par le GR 96 et le GRP Tour du Lac d'Annecy entre le col des Nantets au sud-est et l'aulp Riant au nord longe le pied de la falaise, formant le Pas de l'Aulp, court passage aérien au-dessus du lac d'Annecy ; la traversée est toutefois sécurisée par des chaînes fixées dans le rocher.

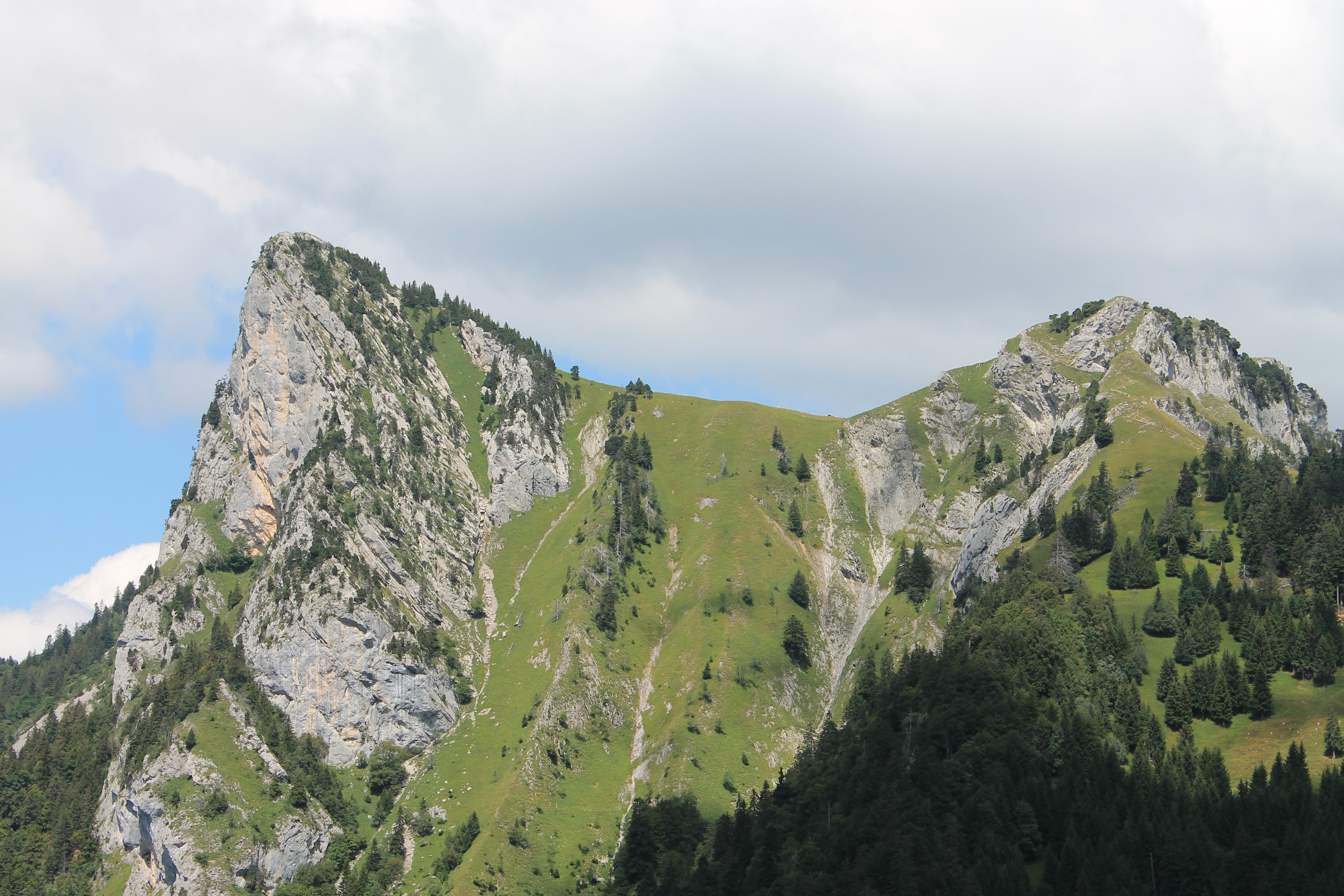
Vue de la roche Murraz (à gauche), du Pas de l'Aulp (au centre) et du roc Lancrenaz (à droite) depuis le col de l'Aulp au sud-est.